# 솜사탕

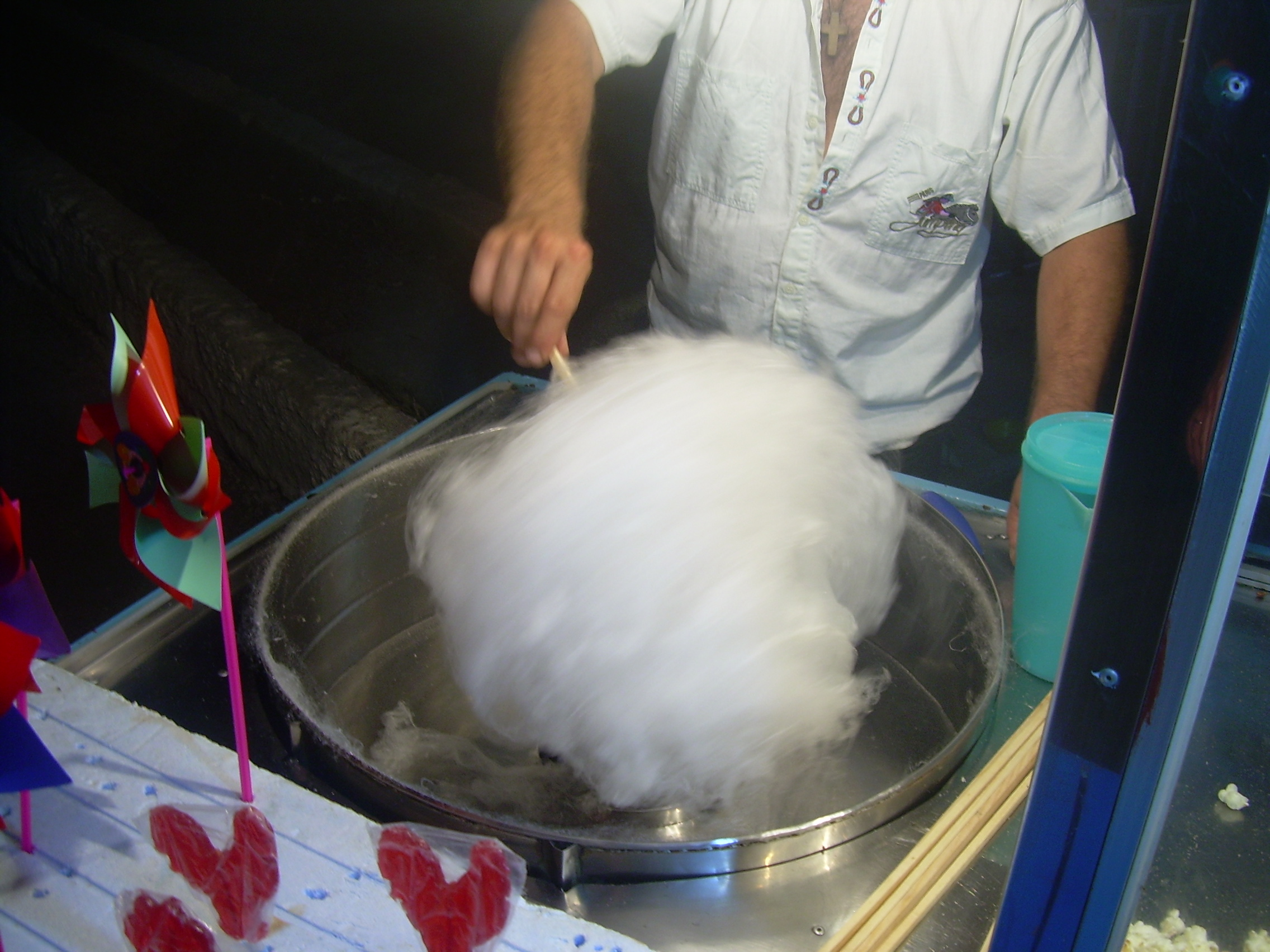
솜사탕

솜사탕(cotton candy)은 굵은 설탕을 원재료로 해서 솜모양으로 만든 사탕으로, 1904년 세인트루이스 엑스포에서 Fairy Floss(요정의 실)이라는 명칭으로 처음 등장하였다. 솜사탕은 유원지 등에서 판매된다. 식용색소로 색상을 바꿀 수 있다.

## 역사
솜사탕의 정확한 유래는 알 수 없지만, 솜사탕을 만드는 기계는 윌리엄 모리슨(William J. Morrison, 1860 - 1926)과 존 C. 워톤이 발명했다.

## 제작
작은 그릇으로 이루어진 기계를 사용한다. 설탕을 붓고 색소를 넣는다. 설탕이 녹아 회전하는 원심기 밖으로 나가고 외기에 닿으면서 결정화된다. 이것을 소독저에 여러 번 감아 완성한다.

## 같이 보기
- 용수당